# Сан Вероло (Верона)
Сан Вероло је насеље у Италији у округу Верона, региону Венето.
Према процени из 2011. у насељу је живело 85 становника. Насеље се налази на надморској висини од 276 м.